# Brovary

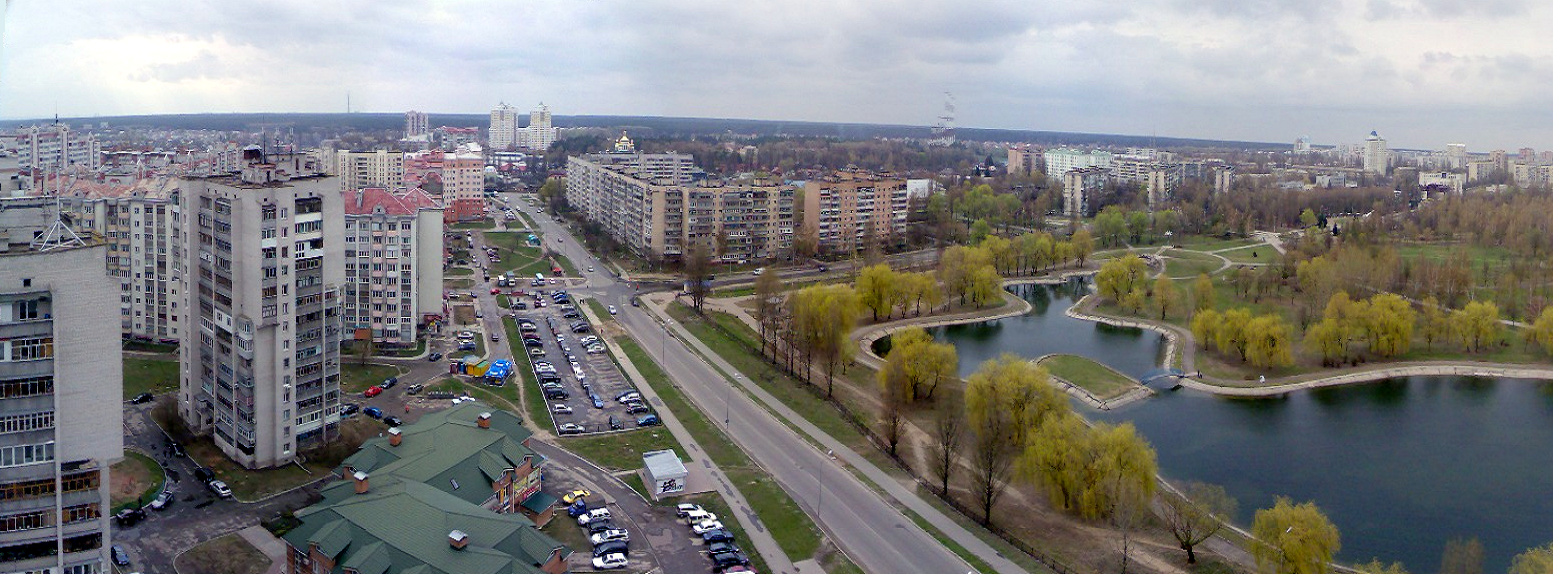
A cidade de Brovary.

Brovary (em ucraniano:  Бровари) é uma cidade no Oblast de Kiev na Ucrânia central. A cidade foi citada pela primeira vez em 1630. Possui uma população de 109 473 pessoas. Fica a pelo menos 20 km da capital Kiev.

## Cidades irmãs
| Cidade              | País           | Ano de agremiação |
| ------------------- | -------------- | ----------------- |
| Fontenay-sous-Bois  | França         | 1989              |
| Shchyolkovo         | Rússia         | 1992              |
| Slutsk              | Bielorrússia   | 1992              |
| Rockford (Illinois) | Estados Unidos | 1995              |